# Syngamoneura
Syngamoneura là một chi bướm đêm thuộc phân họ Tortricinae của họ Tortricidae.

## Các loài
- Syngamoneura rubronotana Mabille, 1900